# 8 phút 46 giây

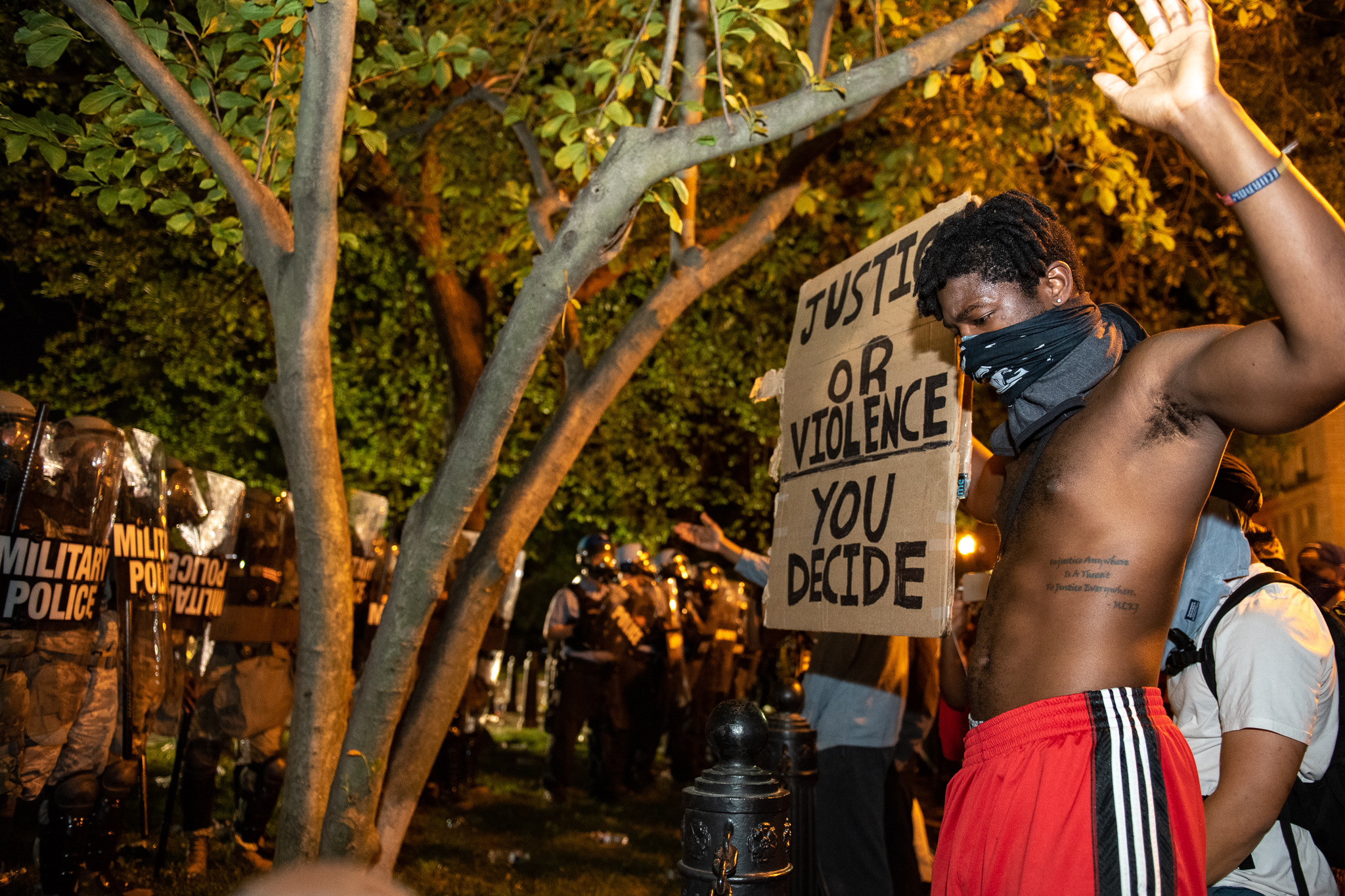
Biểu tình phản đối vụ sát hại George Floyd tại Quảng trường Lafayette, Washington, D.C. Hoa Kỳ.

8 phút 46 giây (hoặc 8:46) là một biểu trưng cho việc bạo lực của cảnh sát bắt nguồn từ vụ sát hại George Floyd vào ngày 25 tháng 5 năm 2020, tại Minneapolis, tiểu bang Minnesota của Hoa Kỳ. Derek Chauvin, một sĩ quan cảnh sát đã đè lên cổ của Floyd khiến anh ngạt thở. Khoảng thời gian mà Chauvin đè lên cổ nạn nhân được báo cáo trong nhiều tuần đầu là 8 phút 46 giây, sau đó là 7 phút 46 giây, cho đến khi camera ghi hình được công bố vào tháng 8 năm 2020 xác nhận thực tế là 9 phút 29 giây. Trong những ngày sau vụ sát hại George Floyd, nhiều cuộc biểu tình đã diễn ra và trở thành tâm điểm của những buổi tưởng niệm và tranh cãi, đặc biệt là sự kiện Thứ Ba mất điện.
Khoảng thời gian này cũng được sử dụng mô phỏng cho các cuộc biểu tình "die-in" ở Minneapolis, New York, Boston, Detroit, Philadelphia,  Pittsburgh, Portland, Chicago, Denver và ở các thành phố khác. Người biểu tình đã nằm xuống giả vờ chết trong 8 phút 46 giây để phản đối cảnh sát bạo lực và những vụ sát hại mang tính phân biệt chủng tộc của các nhân viên thực thi pháp luật ở Hoa Kỳ.8 phút 46 giây cũng được sử dụng trong nhiều buổi tưởng niệm, lễ cầu nguyện và các buổi tụ họp liên quan đến Floyd để phản đối hành vi sát hại anh.

## Khoảng thời gian
Khoảng thời gian Chauvin đè đầu gối lên cổ Floyd, bắt đầu sau khi Floyd bị đưa ra khỏi xe và bị Sở cảnh sát thành phố Minneapolis khống chế; Floyd nằm sấp bất động. Khoảng thời gian 8:46 đã bắt nguồn từ đơn khiếu nại đầu tiên của Luật sư Quận Hennepin đối với Chauvin. Thời gian dựa trên video của một người ngoài quay lại vụ việc, bắt đầu từ lúc Chauvin đè đầu gối lên cổ Floyd.
Nhiều tuần sau, bên công tố đã xem xét lại khoảng thời gian là 7 phút 46 giây. Mặc dù đã có những câu hỏi về khoảng thời gian chính xác nhưng văn phòng luật sư Quận này cho biết các công tố viên không có ý định xem xét lại vấn đề thời gian và tuyên bố nó không ảnh hưởng đến vụ án hay những vấn đề quan trọng hơn. Vào tháng 8 năm 2020, camera trên người của cảnh sát đã được công bố công khai, nó đã xác minh việc Chauvin đã đè đầu gối lên cổ Floyd trong khoảng 9 phút 30 giây.
Vào tháng 3 năm 2021, bên công tố và bên bào chữa đều viện dẫn khảong thời gian chính xác hơn là 9 phút 29 giây trong phiên tòa xét xử Chauvin (4 phút 45 giây khi Floyd kêu cứu, 0 phút 53 giây khi Floyd khuỵu xuống co giật và 3 phút 51 giây khi Floyd bất động).

## Các cuộc biểu tình và lễ tưởng niệm

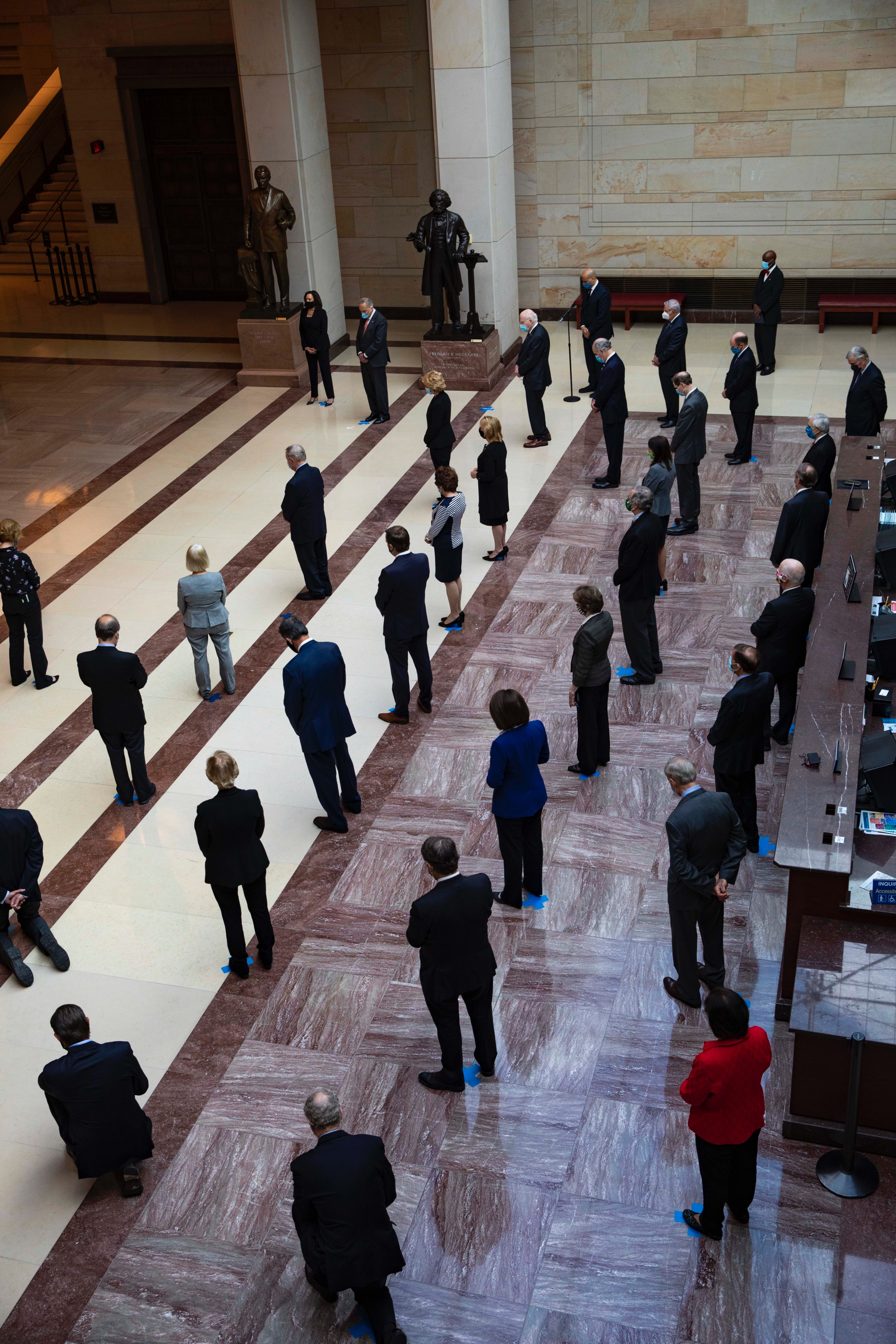
Các thượng nghị sĩ Hoa Kỳ mặc niệm 8 phút 46 giây, vào ngày 4 tháng 6 năm 2020.

Ngoài các cuộc biểu tình "die-in" lấy khoảng thời gian 8 phút 46 giây thì nhiều cuộc tuần hành và tụ tập cũng đã sử dụng mốc thời lượng này để tưởng niệm, đêm vọng, cầu nguyện, giảm tốc độ giao thông hoặc quỳ xuống. Buổi tưởng niệm George Floyd ở Minneapolis vào ngày 4 tháng 6 năm 2020, đã kết thúc sau khi những người đưa tang đứng khoảng 8 phút 46 giây để tưởng nhớ Floyd. Vào tháng 3 năm 2021, gia đình, luật sư và những người ủng hộ của Floyd đã quỳ gối bên ngoài tòa án 8 phút 46 giây trước phần tranh luận trong phiên tòa xét xử Chauvin.

### Thành phố và các cơ quan
Tại St. Petersburg, Florida, các quan chức trong thành phố đã thông báo từ ngày 2 tháng 6 đến ngày 9 tháng 6, người dân nên "tham gia các cuộc biểu tình im lặng và ôn hòa bằng cách đứng ngoài hiên hoặc trước sân nhà trong 8 phút 46 giây" vào lúc 20 giờ mỗi tối. Tại tòa nhà Empire State của thành phố New York, trung tâm Kennedy ở Washington, D.C. đã xác nhận sẽ tắt đèn trong 9 đêm để tưởng niệm gần 9 phút Floyd bị khống chế.
Vào ngày 9 tháng 6 năm 2020, Thống đốc bang Minnesota Tim Walz đã ban hành công văn mặc niệm 8 phút 46 giây vào lúc 11 giờ sáng theo giờ CDT để tưởng niệm George Floyd, trùng với thời điểm cử hành tang lễ của Floyd ở Houston, Texas vào ngày hôm đó. Ngày 25 tháng 5 năm 2021, Thống đốc bang Minnesota Tim Walz cũng đã tuyên bố mặc niệm trên toàn tiểu bang trong 9 phút 29 giây vào lúc 1 giờ chiều theo giờ CDT sau một năm kể từ vụ sát hại Floyd.

### Chính trị
Các thượng nghị sĩ của đảng Dân chủ cũng đã mặc niệm 8 phút 46 giây, một số người quỳ gối trong một cuộc họp kín vào ngày 4 tháng 6 năm 2020 của đảng.